# Oxytropis potaninii
Oxytropis potaninii är en ärtväxtart som beskrevs av Ivan Vladimirovitj Palibin. Oxytropis potaninii ingår i släktet klovedlar, och familjen ärtväxter. Inga underarter finns listade i Catalogue of Life.